# براندیس ناد لابم-ستارا بولسلاو
براندیس ناد لابم-ستارا بولسلاو (به چکی: Brandýs nad Labem-Stará Boleslav) یک منطقهٔ مسکونی و شهرستان دارای شهرک سابقاً روستا در جمهوری چک است که در ناحیه پراگ-شرق واقع شده‌است. براندیس ناد لابم-ستارا بولسلاو ۱۸٬۱۳۴ نفر جمعیت دارد.

## خواهرخوانده
شهرهای گدلو و مونته‌سودایو خواهرخوانده‌های براندیس ناد لابم-ستارا بولسلاو هستند.